# Вальтер Давуан
Вальтер Давуан (ісп. Walter Davoine, нар. 13 лютого 1933) — уругвайський футболіст, що грав на позиції захисника.
Виступав, зокрема, за клуб «Пеньяроль», а також національну збірну Уругваю.

## Клубна кар'єра
Правий захисник Вальтер Давуан у дорослому футболі дебютував 1954 року виступами за команду клубу «Пеньяроль». За іншими джерелами цей дебют стався ще 1952 року. Кольори «Пеньяроля» Вальтер захищав з 1954 по 1957 роки. Був ключовим гравцем своєї команди, і лише в 1957 році Маркос Сільвейра Антунес витіснив його з позиції правого захисника. Після цього захищав колір «Рівер Плейту». У 1959 році перейшов до складу представника уругвайського Прімера Дивізіону, клубу «Рампла Хуніорс». У 1960 році зіграв 15 матчів у «Бока Хуніорс» з сусідньої для Уругваю країни. З 1961 по 1965 рік захищав кольори іншого аргентинського клубу, «Хімнасія і Есгріма» (Ла-Плата). У цій команді зіграв 129 матчів та відзначився 1 голом. У 1966 році повернувся до Уругваю та підписав контракт з «Серро». У тому ж році завершив кар'єру футболіста.

## Виступи за збірну
1954 року зіграв у складі молодіжної збірної Уругваю на молодіжному чемпіонаті Південної Америки у Венесуелі, де разом з командою став переможцем турніру. На цьому турнірі під керівництвом Херардо Спозіто зіграв 6 матчів. У період з 14 березня 1954 по 22 грудня 1959 року був гравцем національної збірної Уругваю Протягом кар'єри у національній команді, яка тривала 6 років, провів у формі головної команди країни лише 11 матчів.
У складі збірної був учасником Чемпіонату Південної Америки 1959 року в Еквадорі, здобувши того року титул континентального чемпіона, Чемпіонату Південної Америки 1959 року в Аргентині.

## Досягнення
- Кубок Америки
  -  Володар (1): 1959
- Чемпіон Південної Америки (U-19): 1954